# Tiến bước dưới quân kỳ
Tiến bước dưới quân kỳ là bài hát được nhạc sĩ Doãn Nho viết vào năm 1958 khi nhạc sĩ về thăm lại Điện Biên Phủ. Bài hát được chọn là một trong những bài hát truyền thống của Quân đội nhân dân Việt Nam và là 1 trong số 15 bài hát được quy định trong Quân đội, bài hát này được sử dụng thường xuyên trong các buổi nghi lễ của nhà nước hay quân đội.

## Lời bài hát
Vừng đông đã hửng sáng
Núi non xanh ngàn trùng xa
Tổ quốc bao la hiền hòa
Tươi thắm bóng cờ vờn bay trên cao
Muôn trái tim này hòa nhịp cùng ngàn lời ca trong sóng lúa
Lấp lánh sao bay trên quân kỳ.
Nghe rung núi đồi từng bước ta đi
Nhắc tới chiến công ngàn năm xưa
Nhìn cờ hồng bay rực rỡ
Gương bao anh hùng bừng cháy trong tim
Quên thân mình một niềm tin trong phong ba
Tô thắm tươi thêm màu cờ
Giữ vững hòa bình, dựng xây tương lai
Chân trời mới sáng ngời quân ta đi.
Ghi sâu trong lòng từng bước ta đi
Mãi mãi vững tin Đảng tiền phong
Bộ đội của ta đã mạnh lớn
Lớp lớp sóng người vững bước dưới cờ
Vinh quang này là đoàn quân đã chiến thắng
Đây ánh quân kỳ chiếu sáng ngời.